# Baeotis barce
Espèce
Baeotis barce est un insecte lépidoptère appartenant à la famille  des Riodinidae et au genre Baeotis.

## Dénomination
Baeotis barce a été décrit par William Chapman Hewitson en 1875
Synonyme : Mesene barce ; Godman & Salvin, [1886].

### Sous-espèces
- Baeotis barce barce présent au Mexique, au Honduras.
- Baeotis barce corentyna Brévignon, 1998; présent en Guyane[1].

### Noms vernaculaires
Il se nomme Barce Metalmark en anglais

## Description
Baeotis barce est de couleur marron clair doré avec les ailes postérieures barrées d'une bande jaune et une tache jaune aux antérieures.
Le revers est identique.

## Écologie et distribution
Baeotis barce est présent au Mexique, au Honduras et en Guyane.

### Biotope
Il réside dans la forêt tropicale.